# Oedicodia violascens
Oedicodia violascens là một loài bướm đêm trong họ Noctuidae.